# James Rothman
James E. Rothman (n. 3 noiembrie 1950, Haverhill⁠(d), Massachusetts, SUA) este profesor de biologie la Universitatea Yale, șef al Departamentului de biologie celulară la Yale School of Medicine și director al Nanobiology Institute (Institutul de Nanobiologie) situat în campusul Yale West.
James Rothman a primit numeroase premii: premiul internațional al regelui Faisal în 1996, premiul „Louisa Gross Horwitz” decernat de Universitatea Columbia și premiul „Albert Lasker”, ambele în 2002.
Împreună cu Randy Schekman și Thomas Südhof, Rothman a primit premiul Nobel pentru fiziologie sau medicină în 2013, pentru „descoperirea mecanismelor care reglează transportul veziculelor, un important sistem de transport în celulele noastre”..